# Nils Åvall
Nils Åvall (Nicolaus Åhwall), född 4 april 1736 på Kartegården, Jungs socken, Skaraborgs län, död 26 juli 1793 i Borås, Älvsborgs län, var en svensk målare.
Han var son till kronolänsmannen Sven Åvall och Christina Kjellström och gift med Helkena Björndahl. Åvall gick i lära för kyrkomålaren Sven Kinnander i Skara och arbetade därefter ett och ett halvt år i Madame Corawskys verkstad i Göteborg där han avlade gesällprov 1756. Han fick av magistraten i Borås tillstånd att bosätta sig som målare i staden 1762. I sin ansökan angav han att han förutom sedvanlig utbildning även studerat fyra år vid Konstakademien. Han erhöll burskap i Borås 1771 och var 1788 bisittare i kämnärsrätten. Mycket lite av Åvalls produktion finns bevarad men man vet att han utförde målningar i Landskyrkan, Edsvära kyrka, Vänga kyrka, Laske-Vedums kyrka, Bollebygds kyrka, Roasjö kyrka och Norra Björke kyrka.